# Reclusoir
Pour les articles homonymes, voir Reclus.

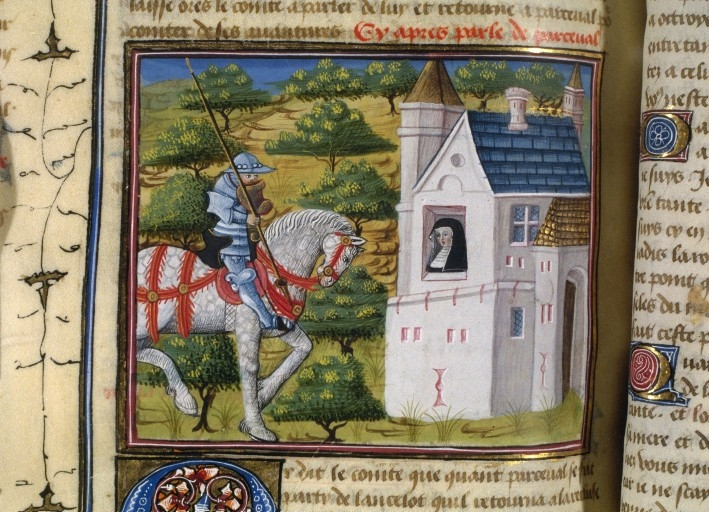
Perceval à la Recluserie, illustration d'un manuscrit de Poitiers du XVe siècle, Bibliothèque nationale de France.

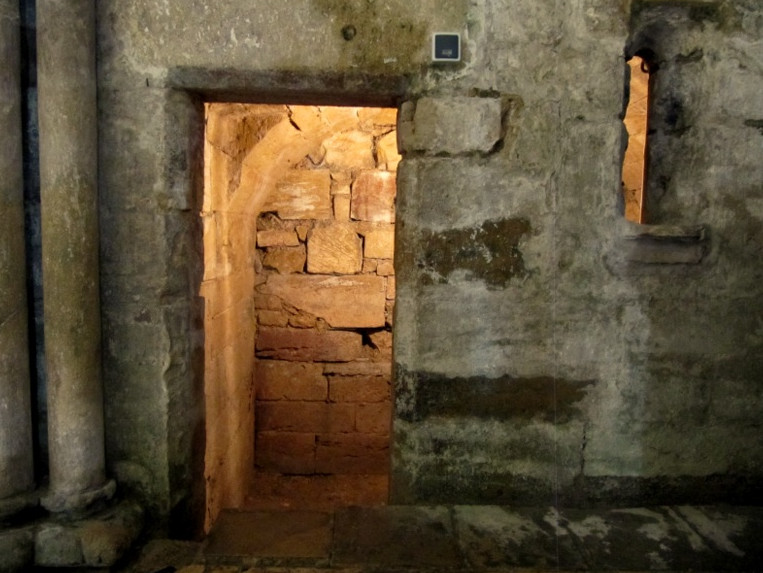
Reclusoir de l'abbatiale Notre-Dame de Mouzon.

Un reclusoir (ou une recluserie) est un petit édifice clos (et parfois juste une cellule) situé en abord d'une agglomération, près d'un pont ou annexé à un édifice religieux (église, chapelle), où vivait un reclus ou une recluse. L'édifice était muni d'une fenestrelle (ou petite fenêtre, souvent grillagée) pour passer la nourriture et le bois de chauffage, d'une petite ouverture à fleur de sol dans la cloison qui la séparait  du bâtiment annexe, pour y retirer les excréments de l'emmuré, et d'un hagioscope (fenêtre donnant sur le chœur d'une église, le reclus pouvant entendre la messe ou voir le Saint Sacrement).

## Définition et terminologie
Selon Viollet-le-Duc : « Il était d'usage de pratiquer, auprès de certaines églises du Moyen Age, de petites cellules dans lesquelles s'enfermaient des femmes renonçant pour jamais au monde. Ces reclusoirs avaient le plus souvent une petite ouverture grillée s'ouvrant sur l'intérieur de l'église ».
Le reclusoir est parfois représenté sur des enluminures : le personnage de la recluse, comme celui de l'ermite, apparaît dans la légende arthurienne  de la Quête du Graal. La porte était scellée par l'évêque ou bien murée. Les reclus étaient souvent ensevelis dans leur cellule.
« La cellule du reclus (le reclusoir), dans la basse latinité, reçut également les diverses appellations de clusa, clausola, clusorium, inclusa, inclusoria, inclusagium, reclusio, reclusania, reclusage, recluserium, reclusorium, reclusus, reclusum ; en langue romane reclusaige et reclusage  » et plus tard reclusia et recluserie. Le verbe « reclure » se disait recludere, reclaudare, includare, retrudere, religare, recloore, reclore.
En anglais, « a recluse » est synonyme d'anachorète. Les anachorètes d'Égypte étaient des moines solitaires mais ils ne se faisaient pas murer dans une cellule (voir Karoulie), contrairement à la coutume médiévale et occidentale. L'Église, méfiante envers cette pratique radicale, ne l'accordait qu'exceptionnellement.
L'expression « trou aux rats » apparaît chez Victor Hugo dans Notre-Dame-de-Paris pour désigner le reclusoir que s'est fait construire madame Rolande de la Tour-Roland, en deuil de son père mort à la croisade, dans la muraille de sa propre maison. Il imagine qu'elle est issue de la déformation populaire de la devise « Tu, ora » (Toi, prie).

## Emplacement

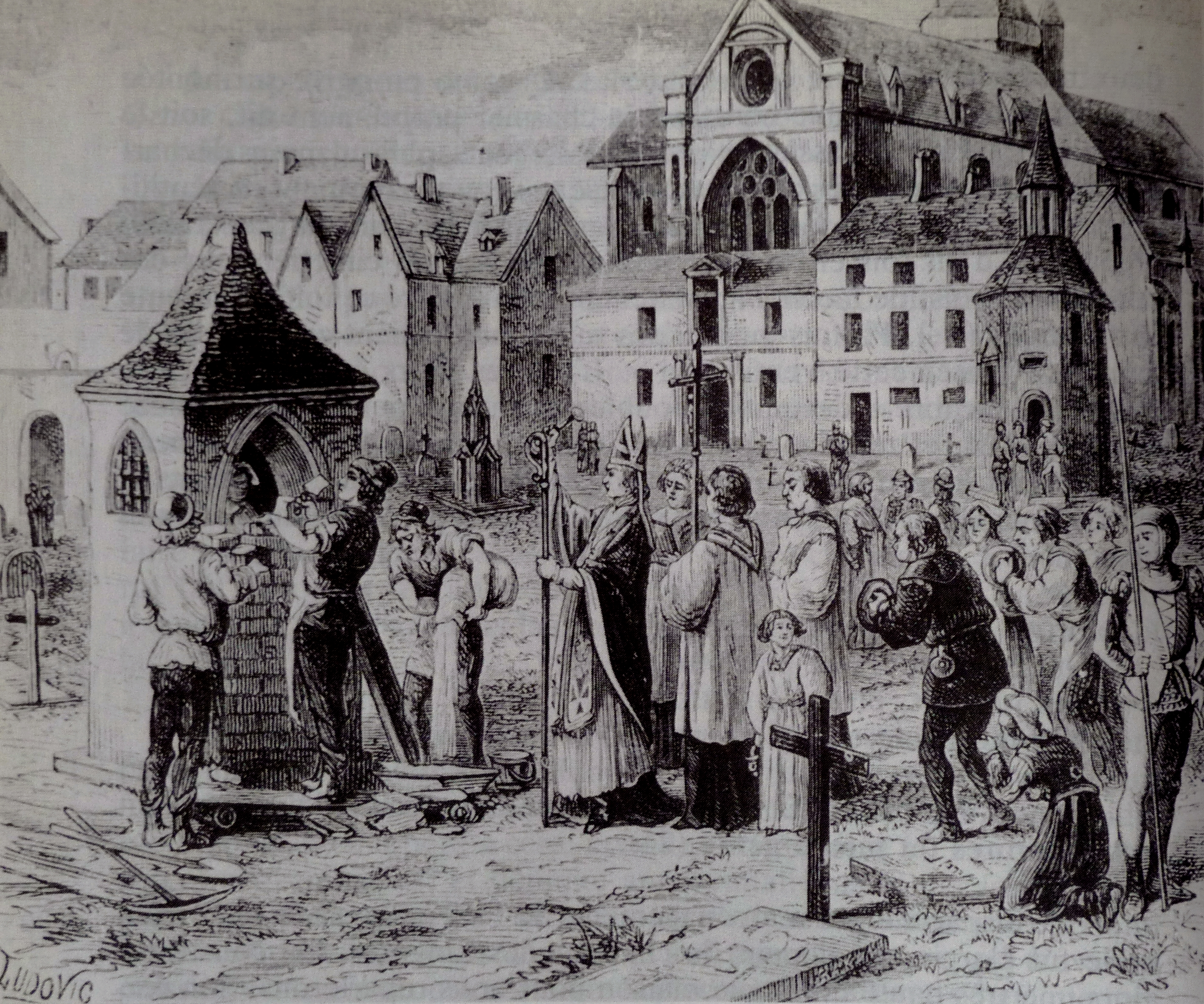
Isolement d'une recluse sous la bénédiction de l'évêque.

De nombreuses chapelles et églises possédaient un reclusoir, dans lequel s’enfermait – parfois à vie – une pénitente. Ces dernières étaient appelées saquettes ou sachettes à cause du sac ou du cilice qui était leur unique vêtement. Les reclusoirs étaient généralement d’étroites cellules dont on murait l’entrée. La recluse ne pouvait plus alors communiquer avec le monde extérieur, sauf par une fente de quelques pouces donnant dans l’église ou le cimetière. C’est par là que la charité publique lui octroyait quelques tranches de pain et autres rogatons.

## Quelques reclusoirs[6]
- Le reclusoir des Innocents était le plus célèbre de tous ceux de Paris ;
- Le reclusoir de Saint-Wandrille[7] ;
- Le reclusoir de Sainte-Colette, adossé à l’collégiale Saint-Étienne de Corbie[8] ;
- Le reclusoir de Jeanne de Cambry, sœur de Pierre de Cambry, adossé à l'église Saint-André de Lille ;
- La recluserie de Saint-Flour, dans le Cantal.
- le reclusoir du Taktshang au Bouthan.

Dans la fiction, plusieurs auteurs en font mention comme :
- Victor Hugo dans Notre Dame de Paris. Sur la place de Grève, une recluse volontaire, la sœur Gudule, vie hantée par le souvenir de sa fille enlèvé a l'age de 1 an. Sa fille se révèlera être Esmeralda, héroïne du livre. Sœur Gudule realisera qu'Esmeralda est sa fille lorsque cette dernière, afin de fuir les gardes, vient se cacher dans le reclusoir. La recluse meurt peu de temps après, en tentant de sauver sa fille des gardes.
- Mireille Camel dans La Prisonnière du Diable. Une recluse garde une roue de pierre qui tourne seule. Lorsque la roue s'arrête, la recluse note le nom qui est apparu sur la tranche. Mais juste après avoir fait sortir la note, la recluse voit une lumière derrière la roue. Pensant avoir un second message divin, la recluse se rapproche et meurt mystérieusement.[pas clair][réf. nécessaire]
- Fred Vargas dans son roman Quand sort la recluse.

## Source
1. ↑  wikisource:fr:Dictionnaire_raisonné_de_l’architecture_française_du_XIe_au_XVIe_siècle/Reclusoir
2. ↑   Dijon - BM - ms. 0527 f. 084 Sujet Perceval et la recluse Tristan en prose vers 1450-1460.
3. ↑  cellule de recluse, (en) anchoress.
4. ↑  Abbé Pavy, Louis-Antoine-Augustin : Les recluseries.
5. ↑  Frédéric Barbier, Au siècle de Victor Hugo : la librairie romantique et industrielle en France et en Europe, Librairie Droz, 2003, p. 131
6. ↑  Les recluses dans l'Histoire
7. ↑  texte du reclusoir de Saint-Wandrille (Seine-Inférieure) et du reclusoir de Sainte-Colette, à Corbie (Somme).
8. ↑  L'église Saint-Étienne

- Louis- Antoine-Augustin Pavy, Les Recluseries, Paris, 1875 Lirranche.igne
- Jeanne de Cambry, P. Richard,  Abrégé de la vie de Jeanne de Cambry, religieuse de l'abbaye des Pretz puis recluse à Lille en Flandres Lire en ligne
- Élisabeth Lopez, Culture et sainteté : Colette de Corbie, 1381-1447 Lire en ligne
- (en) Anneke B. Mulder-Bakker. Myra Heerspink Scholz, The Rise of the Urban Recluse in Medieval Europe, Translator, 2005
- Yvette Henel,  Les rencluses du cimetière de l'église Sainte-Catherine à Lille, association des amis de l'église Sainte-Catherine, 1998

### Roman
- Carole Martinez, Du domaine des Murmures, éditions Gallimard, 2011
- Fred Vargas, Quand sort la recluse, éditions Flammarion, 2017